# Yacht-club impérial
Le yacht-club impérial (en russe : императорский яхт-клуб) était un club nautique d'élite, fondé à Saint-Pétersbourg en 1847.

## Historique

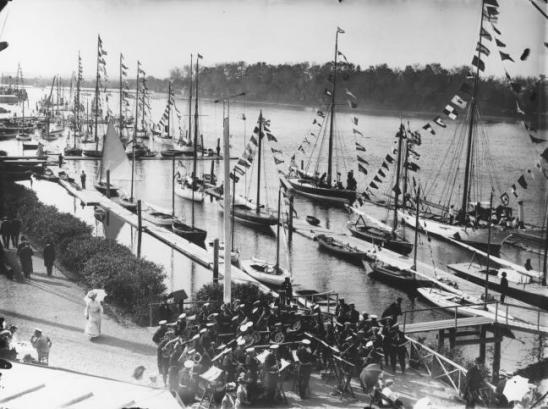
Festivités organisées par le yacht-club impérial en mai 1903 pendant le bicentenaire de Saint-Pétersbourg (photographie de Bulla)

Ce club « à l'anglaise » regroupait l'aristocratie de l'époque qui prisait les sports nautiques. Il se tenait au début du XXe siècle rue Malaïa Morskaïa. Il fut longtemps dirigé par le comte Vorontsov-Dachkov (1837-1916), puis par le comte Freedricksz (1838-1927). Les membres du club comptaient entre autres les grands-ducs, des proches de la cour, des diplomates, de hauts serviteurs de l'empire, et des officiers de la garde impériale. Vladimir Teliakovski (1860-1924), qui fut directeur des théâtres impériaux, se souvient dans ses Mémoires que le yacht-club « éclipsait de son éclat, de son faste et de son influence absolument tous les autres clubs de Russie. »
Les membres de la famille impériale et les représentants du corps diplomatique étaient acceptés au club sans vote, tandis que les autres candidats étaient soumis à une procédure d'admission extrêmement stricte qui ne se pratiquait dans aucun autre club. Une boule noire neutralisait cinq boules blanches (le candidat était alors blackboulé). Il y avait des membres qui blackboulaient systématiquement les nouveaux candidats. Teliakovski rapporte aussi que l'on discutait au club des dernières nouvelles de la cour et de la haute société pétersbourgeoise, mais aussi de politique et des états de service des uns et des autres, et bien sûr de théâtre.

## Source
- (ru) Cet article est partiellement ou en totalité issu de l’article de Wikipédia en russe intitulé « императорский яхт-клуб » (voir la liste des auteurs).